# Metalizer
Metalizer je třetí studiové album švédské power metalové skupiny Sabaton vydané 16. března 2007 ve vydavatelství Black Lodge Records. Album přišlo na scénu tři čtvrtě roku po předchozím Attero Dominatus. V roce 2010 vyšla Re-Armed edice alba, ve které se objevilo několik bonusů a druhý bonusový disk, na kterém bylo kompilační demo kapely, Fist for Fight.

## Seznam skladeb
1. Hellrider – 3:42
2. Thundergods – 3:47
3. Metalizer – 4:06
4. Shadows – 3:28
5. Burn Your Crosses – 5:09
6. 7734 – 3:41
7. Endless Nights – 4:52
8. Hail to the King – 3:39
9. Thunderstorm – 3:08
10. Speeder – 3:45
11. Masters of the World – 4:01 pocta metalu
12. Jawbreaker (Judas Priest cover) – 3:23

Re-Armed edice – Bonus
13. Dream Destroyer – 3:12
14. Panzer Battalion (demo verze) – 5:01
15. Hellrider (Živě v Västerås 2006) – 4:25
Re-Armed edice – Disk 2 - Fist for Fight
1. Introduction – 0:50
2. Hellrider – 3:48
3. Endless Nights – 4:49
4. Metalizer – 4:25
5. Burn Your Crosses – 5:23
6. The Hammer Has Fallen – 5:50
7. Hail to the King – 4:08
8. Shadows – 3:33
9. Thunderstorm – 3:10
10. Masters of the World – 4:00
11. Guten Nacht – 1:53
12. Birds of War – 4:52

## Obsazení
- Joakim Brodén – zpěv, klávesy
- Rickard Sundén – kytara
- Oskar Montelius – kytara
- Pär Sundström – baskytara
- Daniel Mullback – bicí